# Splatoon
Splatoon (スプラトゥーン, Supuratūn) és un videojoc d'acció en tercera persona desenvolupat i publicat per Nintendo. Va ser llançat el maig del 2015 per a la consola Wii U. El joc gira al voltant dels Inklings, unes criatures cefalòpodes antropomòrfiques que podien intercanviar entre un aspecte humanoide i un altre de cefalòpod i sovint s'enfronten entre ells utilitzant una varietat d'armes que produeixen i disparen tinta de colors en el seu aspecte humanoide, o neden i s'amaguen en superfícies cobertes de la seva pròpia tinta en aspecte cefalòpod. Splatoon compta amb diversos modes de joc, incloent multijugador en línia amb quatre jugadors o una campanya per a un jugador.
Splatoon va esdevenir el sisè joc més ben venut de la història de la consola, amb gairebé cinc milions d'unitats venudes. Va rebre crítiques positives de la premsa i va rebre diversos guardons. En concret es va aclamar que Nintendo volgués introduir-se al gènere amb una nova franquícia, així com la banda sonora, la jugabilitat, l'estil i la presentació del joc, però es van criticar alguns aspectes del mode multijugador. Nintendo va donar suport al joc amb actualitzacions afegint noves armes i mapes, així com organitzant esdeveniments anomenats "Splatfests".
Va ser llançada una seqüela per a la Nintendo Switch, Splatoon 2, que a data de març de 2021 ha venut 12,21 milions d'unitats des de la seva estrena el juliol de 2017. Està confirmada una tercera entrega, també per a la Nintendo Switch, pel 2022.